# Lea Joutseno
Lea Ruth Margit Joutseno, född Jönsson 6 november 1910 i Helsingfors, död 20 juni 1977 i Helsingfors, var en finländsk skådespelare, manusförfattare och översättare.
Efter studierna började Lea Joutseno utbilda sig till tandläkare, men anslöt sig 1935 till Suomi-Filmi för att verka som översättare. Hon debuterade som skådespelare 1937 i filmen Huldassa sattumalta, varefter regissören Valentin Vaala fick upp ögonen för hennes talang. Fram till 1948 innehade Joutseno femton filmroller och mottog två Jussistatyetter; 1945 för bästa kvinnliga huvudroll i Dynamiittityttö och 1949 för bästa manus tillsammans med Vaala i Ihmiset suviyössä.
Joutsenos första make var Jaakko Huttunen, som var kontorschef på Suomi-Filmi och bror till verkställande direktören Matti Schrecks hustru.

## Filmografi[4]
- Hulda kommer till sta'n (Huldassa sattumalta), 1937
- Kvinnorna på Niskavuori, 1938
- Rikas tyttö, 1939
- Det susar i nordanskog, 1939
- Kersantilleko Emma nauroi?, 1940
- Poikani pääkonsuli, 1940
- Morsian yllättää, 1941
- Varaventtiili, 1942
- Hopeakihlajaiset, 1942
- Neiti Tuittupää, 1943
- Tositarkoituksella, 1943
- Dynamiittityttö (Dynamitflickan), 1944
- Vuokrasulhanen, 1945
- Viikon tyttö, 1946
- Kilroy sen teki, 1948